# ワッフル・ハウス
ワッフル・ハウス（Waffle House）はアメリカ合衆国の25の州で1700以上の店舗を持つレストランチェーンストア。主にアメリカ合衆国南部にある。本部はジョージア州、グイネット郡の非法人地域にある。

## 歴史

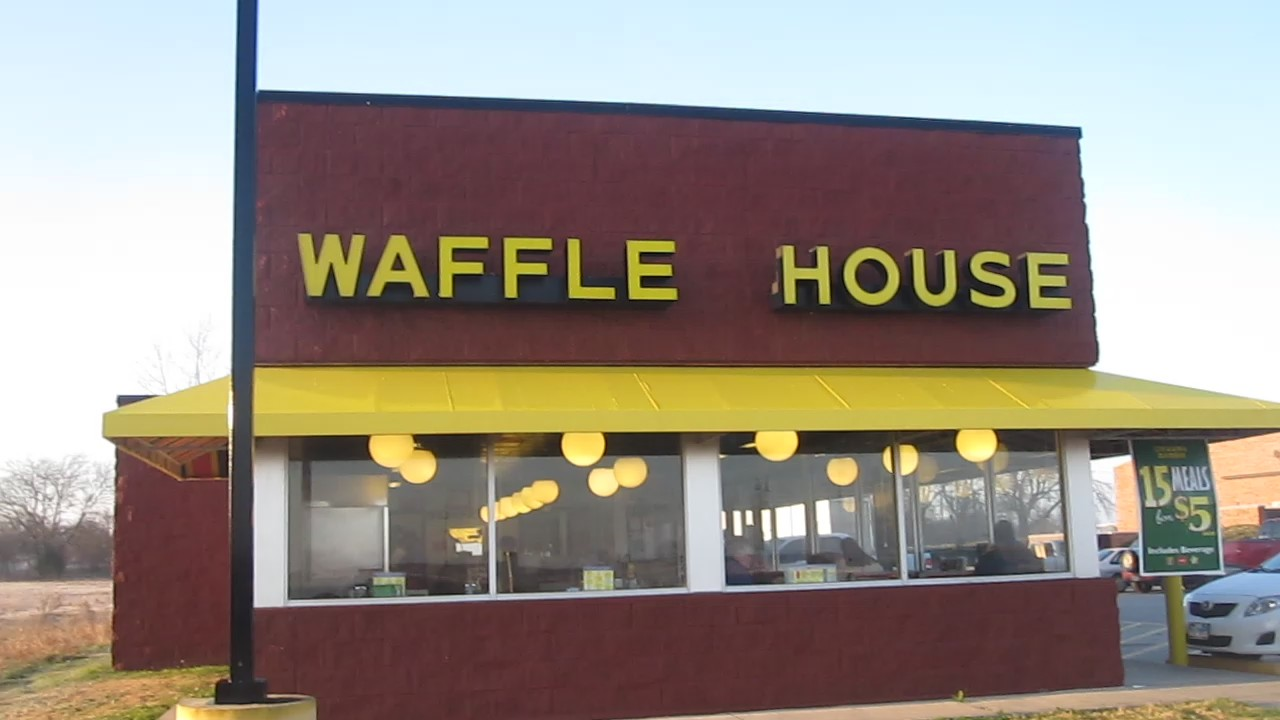
テキサス州フォートワース、テキサス・モーター・スピードウェイ付近にあるワッフル・ハウスの店舗

ワッフル・ハウスの設立者の一人、ジョー・ロジャース・シニア（Joe Rogers Sr.）は1947年、コネチカット州のニューヘイブンにあったトッドル・ハウスというレストランチェーンの店舗でコックをしていた。ロジャーは1949年までに同社の地域マネージャーとなり、アトランタに移った。
ワッフル・ハウスのもう一人の設立者、トム・フォークナーは、父ベンの経営するベン・S・フォークナー不動産（Ben S. Forkner Realty）で働いていた。当時ロジャースは、ファストフードなみにスピード提供できるテーブルサービスを備えた24時間営業のレストランを作る構想を持っており、フォークナーにそのようなレストランを作ることを勧め、「君がレストランを作れば、私が店のやりかたを教えるよ」と語っている。そして、ロジャースとフォークナーは共同で、ジョージア州のエイボンデール・エステーツ・イーストカレッジアベニュー2719番にあった店舗を購入した。
フォークナーは店の名前に関して、16種のメニューの内、ワッフルの収益が高くなると予想し、「ワッフル・ハウス」を提案した。ワッフルは焼いてから時間が経つと食味が落ちるため、持ち帰るための料理を提供するよりも店舗内で食事を提供するレストランを想定していた。しかし、朝食時以外にも食事が提供されるかどうかについて顧客を混乱させた。一方、フォークナーは「24時間営業」というロジャースの構想の成功に疑問を持っていた。ともあれ、ワッフル・ハウスは2人を共同設立者として、1955年のレイバー・デー（9月の第一月曜日）に1号店をオープンした。

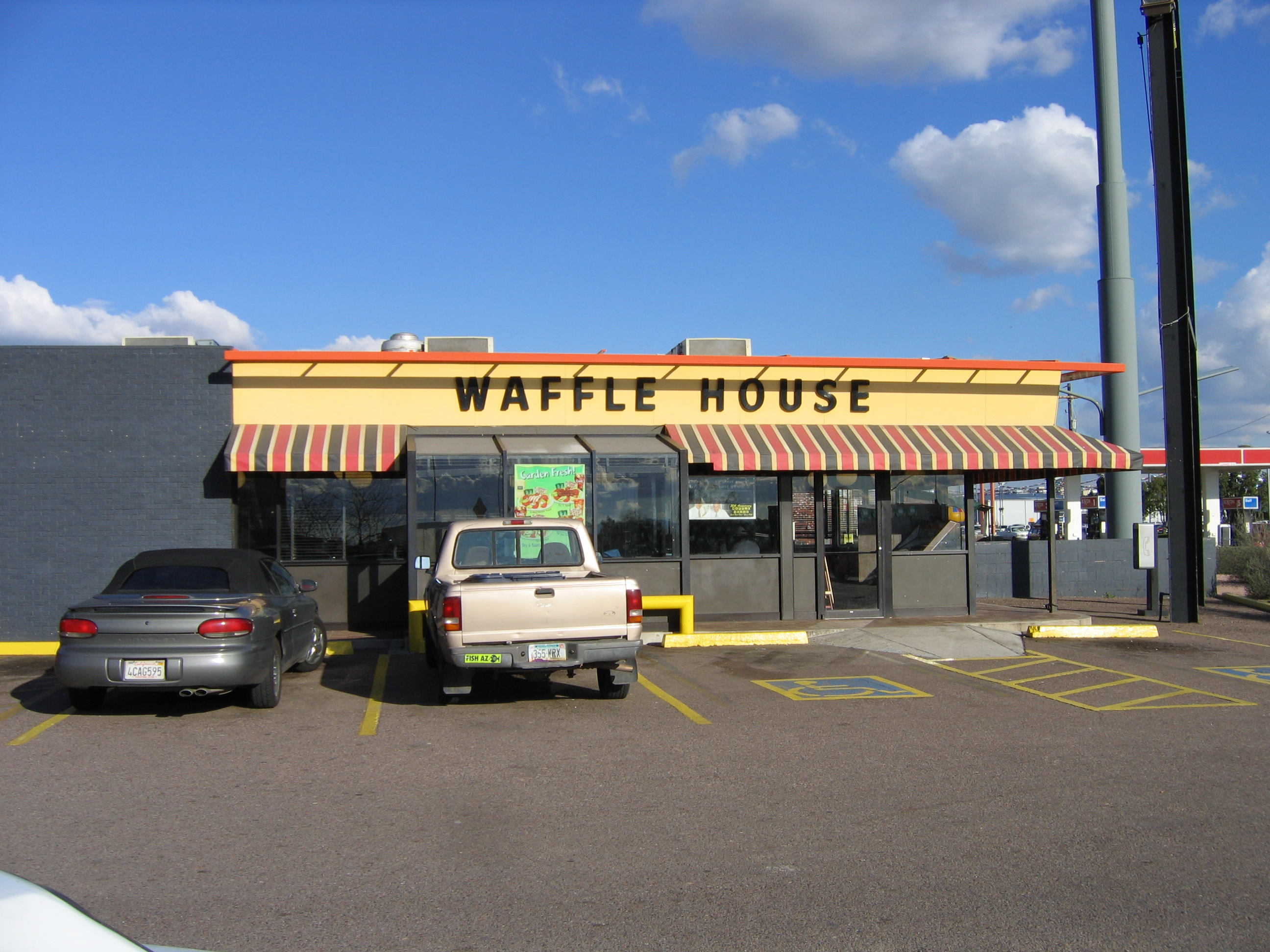
アリゾナ州フェニックスにあるワッフル・ハウスの店舗

ロジャースはトッドル・ハウスの仕事も続けていたため、競合関係にある2社を掛け持ちすることを避けるため、1956年に一旦、ワッフル・ハウスの権利をフォークナーに売却している。1960年、トッドル・ハウスとワッフル・ハウスの合併話が持ち上がったが、トッドル・ハウスが拒否したため、これを機にロジャースはワッフル・ハウスに戻った。この時、ワッフル・ハウスは3店舗になっていた。ロジャースが戻って間もなく、フォークナーは不動産会社を退社し、ワッフル・ハウスの経営に専念した。
1960年に4店舗となると、店のフランチャイズ化を進め、1960年代の終わりには27店舗になった。同社は非上場のため、年間売上高は明らかにされなかったが、国内の鶏卵消費の2%を占めると発表されている。会社の所有権は今でも設立者のロジャースとフォークナーが持っているが、経営への参加は制限されている。2013年時点のCEOはジョー・ロジャース、社長はバート・ソーントンである。
ワッフル・ハウスの店舗はアメリカ合衆国南東部に集中しているが、北はオハイオ州オースティンバーグ、西はアリゾナ州グッドイヤー、南はフロリダ州キーウェスト、東はフロリダ州からノースカロライナ州にまで及んでいる。
2007年、ワッフル・ハウスは、過去に手放して中華料理店になっていた第1号店のあった場所を買戻し、元の形に改装して自社博物館にした。基本的には社内行事や見学ツアーに使われるが、時々一般公開もされている。
2008年、ワッフル・ハウスの大型フランチャイズの一つ、ノース・レイク・フーズが連邦倒産法第11章の適用を受け、廃業した。ワッフル・ハウスはフランチャイズの再生を試み、2009年前半に関連会社のイーストコーストワッフルがノース・レイク・フーズを買収している。

## サービス

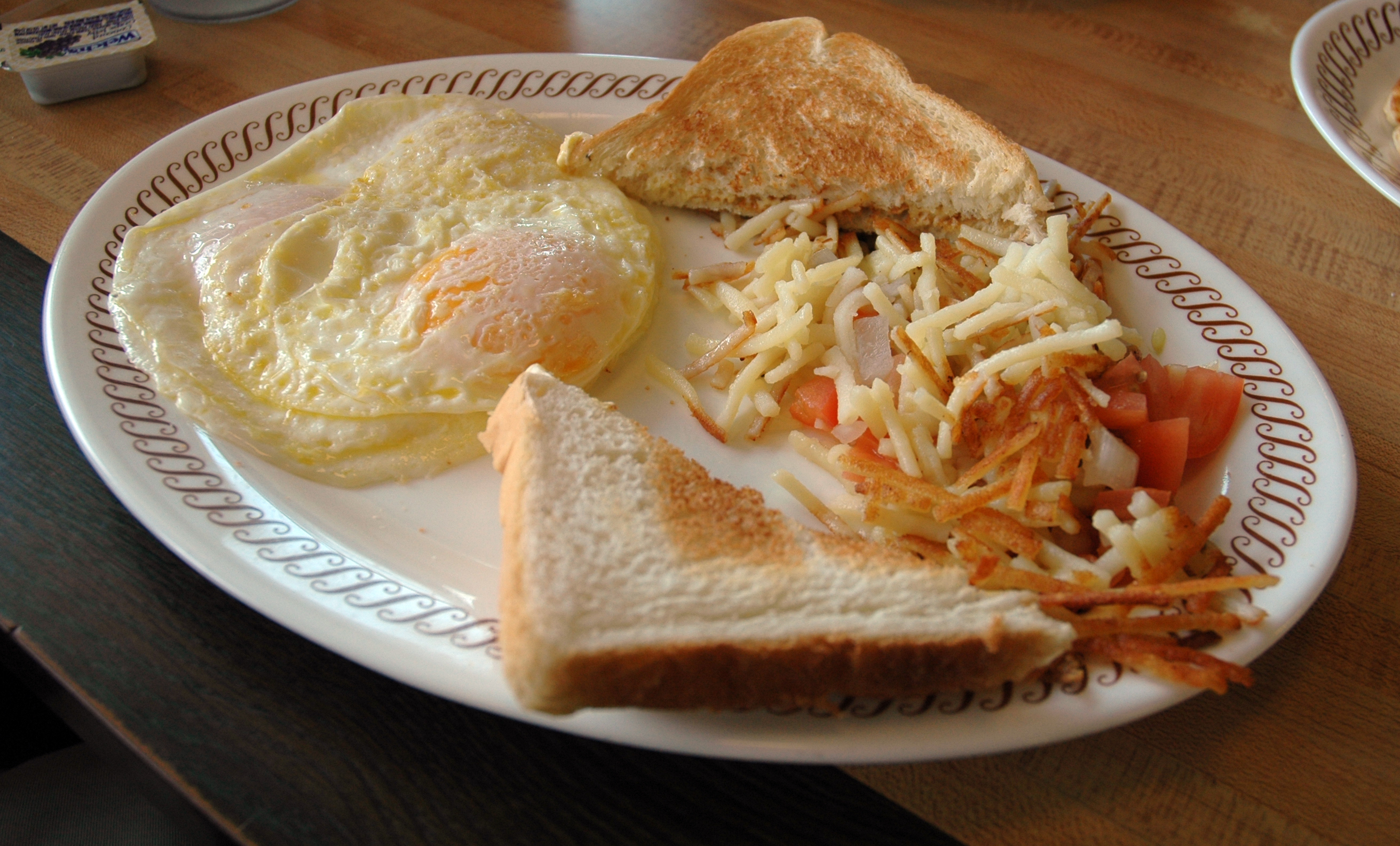
ワッフル・ハウスのメニューの一例

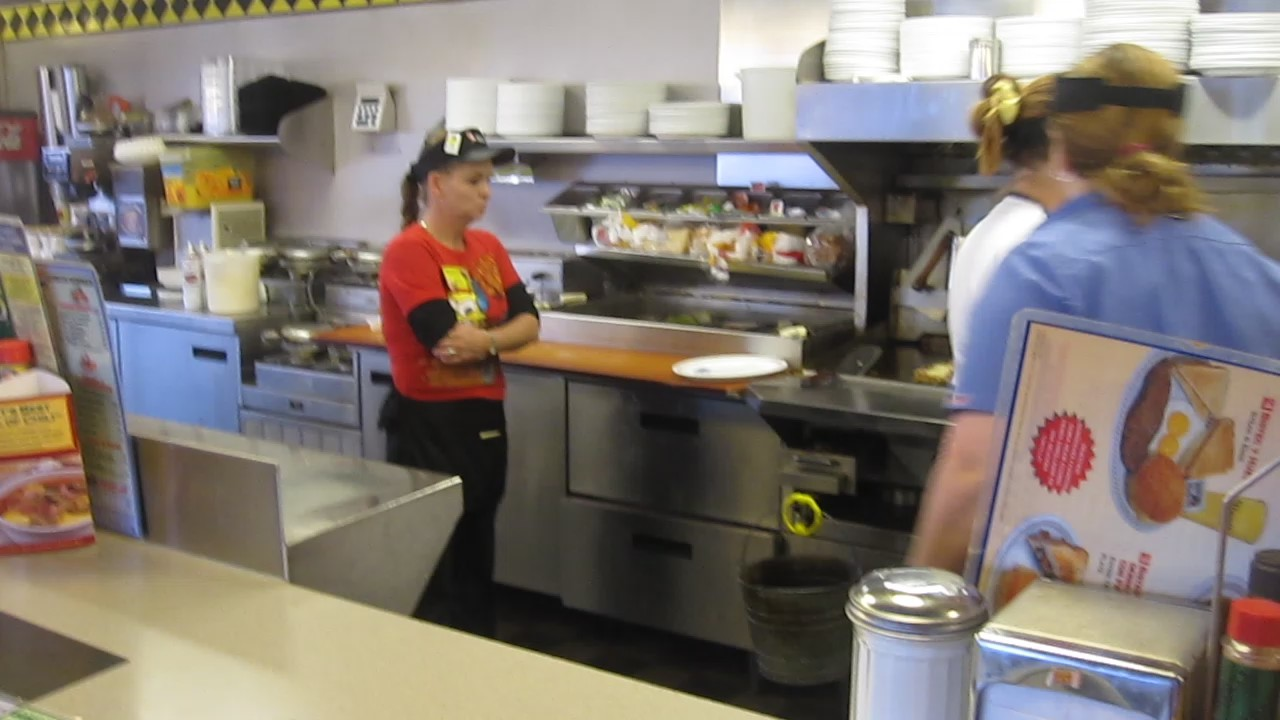
店内の様子

接客担当の従業員は、オーダーをとる時にワッフル・ハウス独自のダイナー符牒を使用する。この符牒の一部は、ハッシュドポテトのメニューに反映されている。
- 散らした "scattered" (鉄板の上に薄く広げて焼いたもの)
- 蒸した "smothered" (ソテーした玉ねぎ入り)
- 覆った "covered" (チーズで覆って焼いたもの)
- かたまり入り "chunked" (角切りのヒッコリーでスモークしたハム入り)
- ダイス入り "diced" (グリルした角切りのトマト入り)
- 唐辛子入り "peppered" (ハラペーニョ入り)
- 帽子入り "capped" (グリルしたマッシュルーム入り)
- 上からかけた "topped" (チリコンカーンがけ)
- 全部入り "all the way" (用意されたトッピング全部入り)

などのバリエーションがある。
2009年になってソーセージグレービーをかけた「田舎風（country）」がハッシュドポテトのメニューに加わった。
ワッフル・ハウスでは2008年から、一部の店舗でバレンタインデーにキャンドルライトの予約サービスを行っている。これはジョージア州ジョンズクリーク店で始められ、今では30以上の店舗に広がっている。

## 食品衛生
イリノイ州ヴァーノン・ヒルズのチリーズ・グリル・アンド・バーで2003年に起きた深刻なサルモネラ中毒事件と1993年にジャック・イン・ザ・ボックスで4名の死者を出した腸管出血性大腸菌O157中毒事件を受け、テレビニュース番組デイトライン・NBCが2004年に米国で人気のファミリーレストランの食品衛生について調査を行ない、立ち入り調査ごとに明らかになった重大な違反の件数を調べた。これによると、ワッフル・ハウスには立ち入り調査一回につき平均1.6件の重大な違反が認められた。それに対し、ワッフル・ハウスは、全ての食事はオープンキッチンで調理されているため、消費者は食品の安全性を確保する手段をその目で見ることができると反論した。

## ワッフル・ハウス指数
ワッフル・ハウスは2011年、アメリカ合衆国連邦緊急事態管理庁（FEMA）から、ウォルマート、ザ・ホーム・デポ、ロウズと共に、災害対策優良会社と認められた。災害対策計画に加えて、自家発電機、非常食、氷などを準備し、ハリケーンなどの際に使用できるようにしている。FEMAはワッフル・ハウスの開店状況が災害の程度と関係しているとして、これを「ワッフル・ハウス指数」と呼んだ。

## 大衆文化との関係

### 音楽

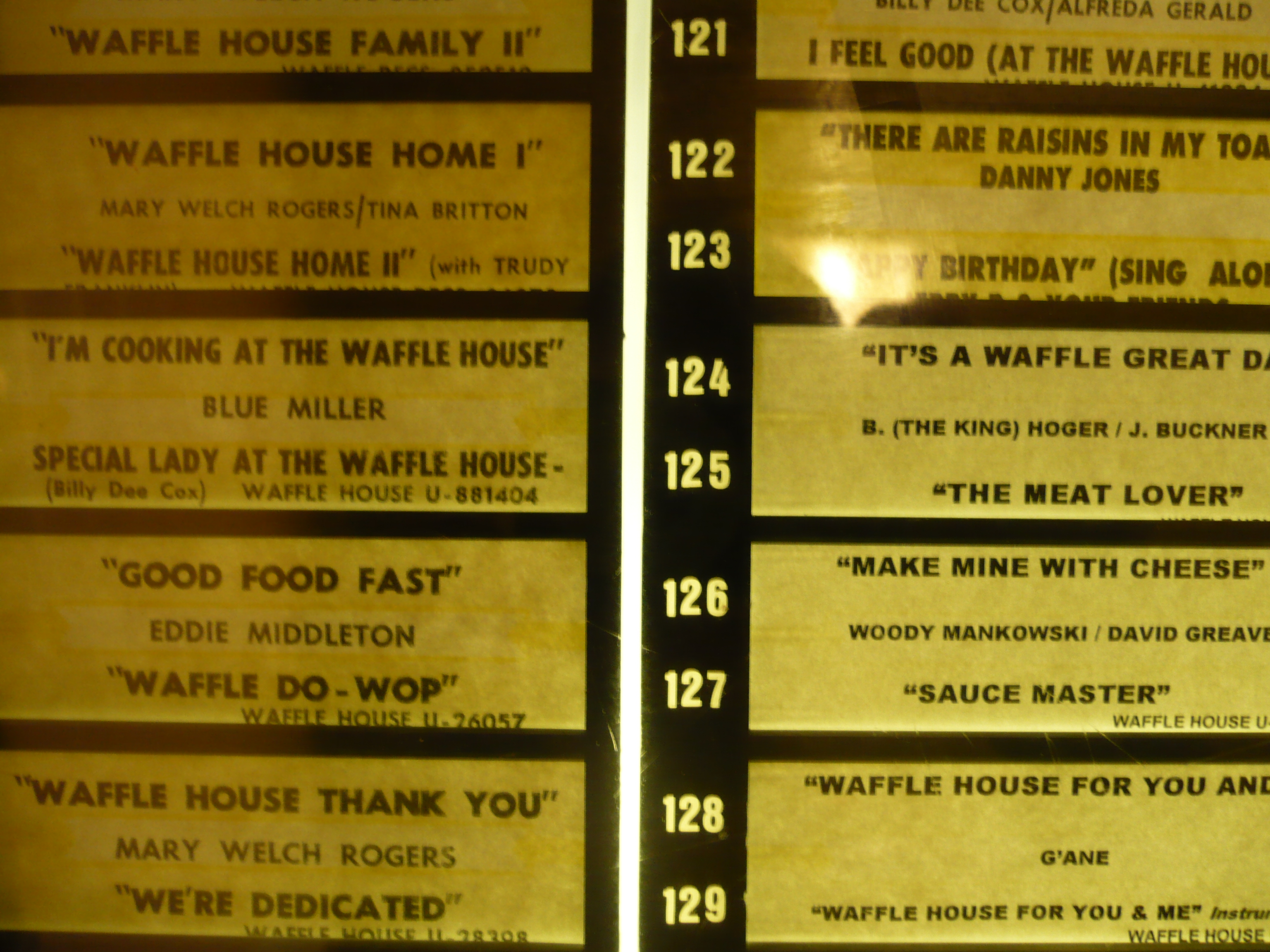
ワッフル・ハウスのジュークボックス

- ワッフル・ハウスの店舗の多くは、シングルレコードをプレイできるジュークボックスを持っており、ワッフル・ハウスを歌った歌のレコードが入れられている。作詞作曲と歌は地元の歌手などに委託したもので、例えばメアリー・ウェルチ・ロジャースなどが歌っている。多くの歌は非売品だが、CDとして販売されたものもある[15]。
- ワッフル・ハウスはアメリカのパンクバンド、ブラッドハウンド・ギャングのヒットソング「ザ・バッド・タッチ（英語版）」に登場する。
- フーティー・アンド・ザ・ブロウフィッシュのコンピレーションアルバム"Scattered, Smothered and Covered"は、上記のハッシュドポテトのメニューに由来する。

### 映画
- 1996年のアメリカコメディ映画ティン・カップに「道沿いにある安いワッフルカフェ」として登場している[16]。
- 2006年のアトランタを舞台にした青春映画ATL（英語版）にも登場する。
- 2010年のアトランタを舞台としたコメディ映画デュー・デート 〜出産まであと5日!史上最悪のアメリカ横断〜には、ワッフルアレルギーの主人公が登場する[17]。

### テレビ番組
- アメリカのプロレス関係のテレビ番組WWE・ロウの2011年8月15日の回において、レスラーのケビン・ナッシュは仲間のレスラーCMパンクを評して「ワッフル・ハウスのコックのようなヤツだ」と挑発したところ、CMパンクは「俺はワッフル・ハウスが好きだけどね。いったい君はワッフル・ハウスに何の恨みがあるんだ？」と返している。この問答はネットで話題になり、ワッフル・ハウスとCMパンクの普通の男の代弁者としてのペルソナを絡めた多数のミームが生まれている[18]。

- 2015年に放送されたテレビドラマシリーズ『ファーゴ』シーズン2はワッフル・ハウスで起こる殺人事件が発端となっている。

### コメディ
- コメディアンのビル・ヒックスは、テネシー州ナッシュビルのワッフル・ハウスをスタンダップ・コメディのルーティンの舞台としていた。